# Clèitrum

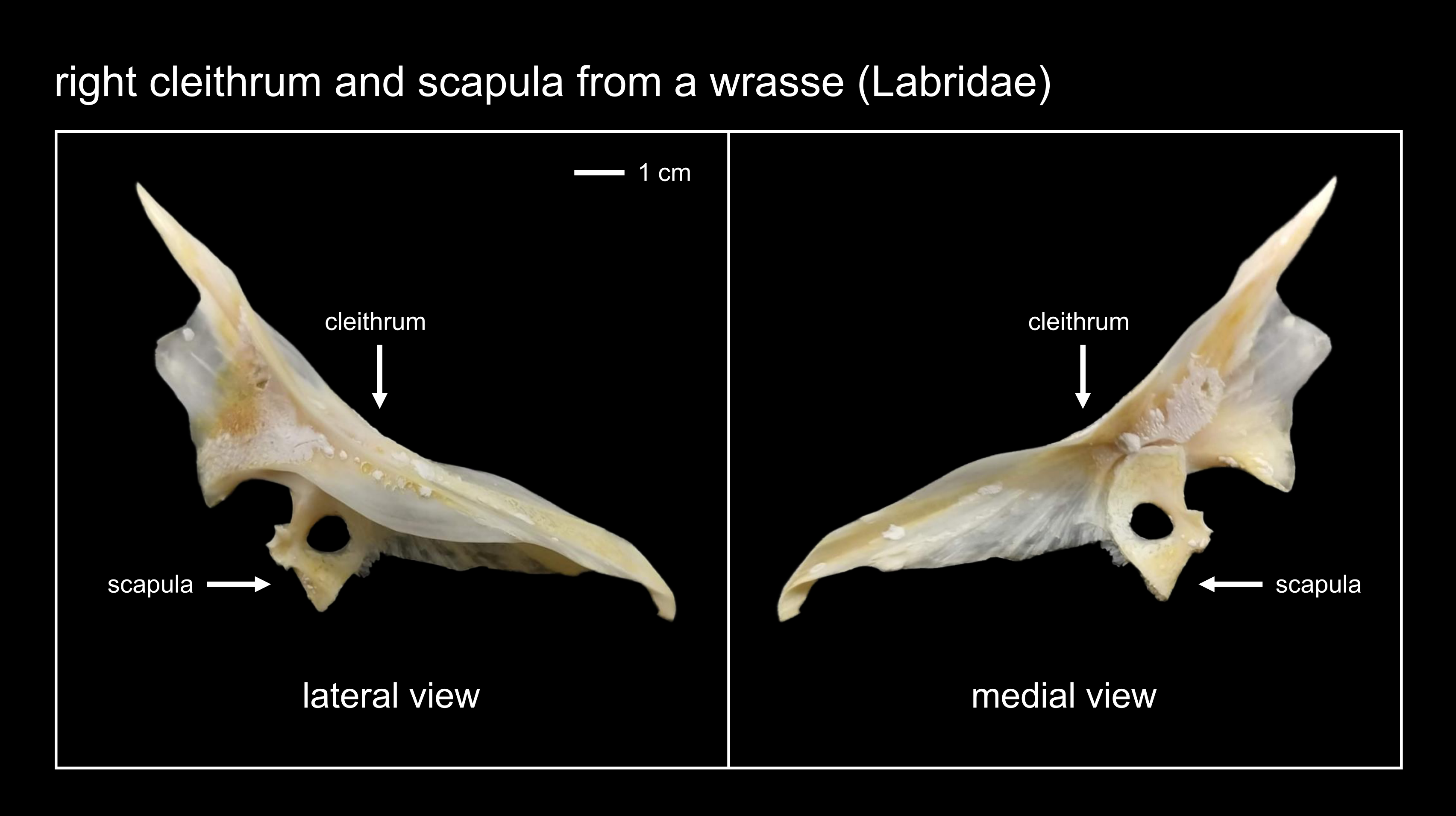
Clèitrum i omòplat d'un làbrid. L'os més gran és el clèitrum.

El clèitrum o cleitre és un os de membrana que apareix per primera vegada com a part de l'esquelet en peixos ossis primitius, en els quals corre verticalment en paral·lel a l'omòplat. El seu nom deriva de la paraula grega κλείθρον (klíthron, ‘clau’), per analogia amb clavícula, que ve del terme llatí clavicula (‘claueta’).
En els peixos moderns, el clèitrum és un gros os que puja des de la base de l'aleta pectoral i s'ancora al crani per sobre de les brànquies, on forma la vora posterior de la cambra branquial. Serveix per determinar l'edat dels peixos.
Els sarcopterigis tenen la mateixa configuració. En els primers amfibis, en canvi, el complex clèitrum/clavícula estava separat del dermatocrani i facilitava el moviment del coll. El clèitrum desaparegué en la fase inicial de l'evolució dels rèptils. En els amniotes és diminut o inexistent.
Basant-se en la seva posició, la connectivitat dels músculs i la seva ontologia, hom ha plantejat la possibilitat que l'element nucal de la cuirassa de les tortugues estigui format per clèitrums fusionats.

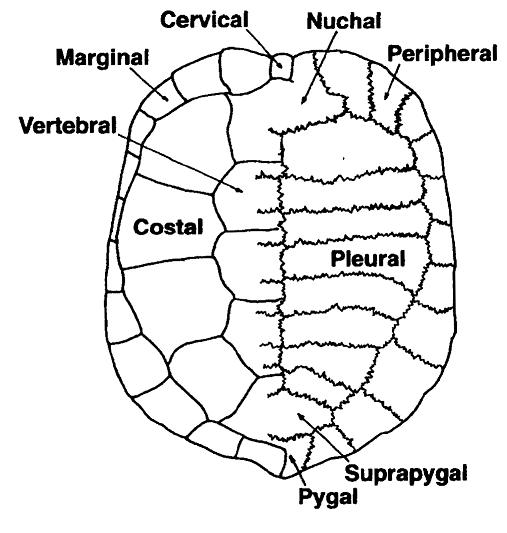
Esquema de closca de tortuga en el qual se'n pot apreciar l'osteologia a la dreta. Hom ha suggerit que l'os nucal és un homòleg dels clèitrums.